# Valto Olenius
Valto Olenius (Valto Rudolf Olenius; * 12. Dezember 1920 in Karkkila; † 13. Juli 1983 in Heinola) war ein finnischer Stabhochspringer.
1948 wurde er bei den Olympischen Spielen in London Siebter. Bei den Leichtathletik-Europameisterschaften 1950 in Brüssel gewann er Silber, und bei den Olympischen Spielen 1952 in Helsinki wurde er Fünfter.
Von 1950 bis 1952 wurde er dreimal in Folge Finnischer Meister. Seine persönliche Bestleistung von 4,31 m stellte er am 6. Juli 1953 in Tampere auf.